# Agadir Melloul
Agadir Melloul (en àrab اگادير ملول, Agādīr Mallūl; en amazic ⴰⴳⴰⴷⵉⵔ ⵎⵍⵓⵍ) és una comuna rural de la província de Taroudant, a la regió de Souss-Massa, al Marroc. Segons el cens de 2014 tenia una població total de 8.848 persones.